# Zwentibold
Zwentibold, Swentibold (ur. ok. 870, zm. 13 sierpnia 900 pod Susteren) – król Lotaryngii z dynastii Karolingów
Nieślubny syn Arnulfa z Karyntii, późniejszego księcia Bawarii, króla Franków Wschodnich i cesarza rzymskiego. Imię otrzymał po swoim ojcu chrzestnym, Świętopełku I, księciu morawskim. Od 895 roku król Lotaryngii. Poślubił Odę, córkę Ottona I, księcia saskiego.
Miał dwie mennice w Cambrai i Trewirze; z obu zachowało się po jednej monecie.
Poległ w bitwie pod Susteren.